# 有机硼化合物

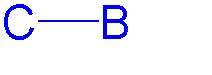
有机硼化合物

有机硼或有机硼化合物是一类硼烷BH3的有机衍生物，如：三烷基硼烷。有机硼化学或有机硼烷化学是研究这类化合物的化学。 在有机化学中，有机硼化合物因其多种变化而被广泛应用，其中如常用的还原反应：硼氢化反应。

## 理化性质
碳－硼键属低极性化学键（其元素电负性差别：碳2.55；硼2.04），因此烷基硼化合物虽大多易于氧化但性质较稳定。乙烯基和芳基连于硼原子上，会提供电子给硼原子使得其具有更小的电负性，并让碳－硼键具有一定的双键特性。有机硼烷类似于其母体乙硼烷的性质，属于有机化学中较强的亲电试剂，这是由于硼原子无法得到八隅体的的全部电子。不同于乙硼烷的是，有机硼烷化合物不形成二聚体。 
其他有趣的硼烷，例如碳硼烷化合物，属于碳、硼与硼代苯的原子簇化合物，其硼和苯为等当量。环状化合物硼咯，是一种吡咯的结构类似物 ，至今无法分离，但其取代衍生物已经被发现。
有机硼烷化合物的氧原子可被取代，得到二烃基硼酸酯R2BOR、单烃基硼酸酯RB(OR)2或硼酸酯B(OR)3，如：三甲基硼酸酯。在有机金属化学中，带有硼－金属键的化合物统称为：硼基（M–BR2）或亚硼基（M–B(R)–M）。

## 合成

### 从格氏反应合成
简单的有机硼烷，如：三乙基硼烷或三(全氟苯基)硼烷可通过三氟化硼（通常为乙醚的络合物）来制备，或通过乙基或全氟苯基硼烷与格氏试剂反应制备。

### 从烯烃合成
硼烷与烯烃可迅速发生反应，称为：硼氢化反应。这个概念由赫伯特·布朗在普渡大学发现，并由此获得了诺贝尔奖（与发现维蒂希反应的化学家格奥尔格·维蒂希共同获得）。乙硼烷通常以二聚体存在，而BH3单体可与碱性溶剂，如四氢呋喃形成1:1的络合物。在简单的HX（X = Cl，Br，I等）参与的亲电加成反应中均符合马氏规则，即：最小电负性的原子（通常为氢原子），加成至双键上最少取代基的一侧，这决定了区域选择性。硼对于双键的亲电加成同样如此，由于硼元素的电负性较氢元素更弱，氢原子总是加成于取代最多的碳原子上。烯烃上形成的正电荷在取代基最多的碳原子上，部分负电荷的氢原子与之加成，留下的硼原子加成于取代基更少的碳原子上。上述的这种加成方式，称为“反马氏规则”，当硼原子被羟基取代后，水对于双键的加成就是符合反马氏规则。
当硼化合物带有大位阻取代基时，其化学性质很特别。如一种有机硼化合物常用于有机合成：9-BBN。该化合物可通过环辛二烯与乙硼烷反应制备。 在顺式硼氢化过程中会发生立体专一性，即在烯烃的同一面进行加成反应。在该协同反应中，过渡态表示为一种被由碳原子、氢原子与硼原子组成的正方形。在此正方形中，在两个双键、p-轨道和硼原子的空轨道的之间具有最大电子云重叠。

## 反应

### 硼氢化氧化
在有机合成中，硼氢化反应常用于通过引入硼基团而继续转化为其他官能团。硼氢化-氧化反应通过先与硼烷加成，后使用过氧化氢氧化提供了一种合成醇的方法。该反应过程中，若将氧化剂替换成氧化铬，将使得羟基继续氧化成羰基化合物。

### 重排反应
有机硼化合物可参与引入新的碳－碳键的化学反应。一氧化碳被发现易与三烷基硼烷发生反应。当负电性的硼原子上有烷基取代基时可发生1,2-重排反应，该烷基可重排至临近的亲电性的羰基碳原子上。而羰基可进一步还原为羟基。

### 烯丙基硼烷化
烯丙位不对称硼化展示了有机硼化合物在碳－碳键形成反应中的另一个应用实例。 在Nicolaou合成了埃博霉素的例子中，使用了手性α-蒎烯衍生出的不对称烯丙基硼化反应，该反应用于连接TBS保护基（叔丁基二甲基硅烷）并继而发生臭氧分解反应。

### 金属转移反应
有机硼化合物还可与有机钯化合物发生金属转移反应。该反应类型在铃木反应中被广泛应用。

### 参与氧化还原反应
混合硼烷，如9-BBN和三仲丁基硼氢化锂（L-selectride）属于一类还原剂。例如羰基还原反应中的不对称催化剂就是CBS催化剂。该催化剂属有机硼催化剂，用于反应中与羰基氧原子配位。
三苯基硼或三(α-萘基)硼和钠汞齐反应，可以得到Na[BPh3]或Na2[BNp3]（Np=萘基）。

### 硼酸酯
三烷基硼烷，BR3可氧化为相应的硼酸的形式B(OR)3。鉴定化合物中具有的C-B键的数量，可通过R3B被三甲胺氧化物(Me3NO)氧化成B(OR)3后，滴定形成的三甲胺的量来测算。
硼酸RB(OH)2与氟氢化钾（K[HF2]）反应，形成三氟硼酸盐 K[RBF3] ，该物质是亲核性烷基或芳基二氟硼酸盐ArBF2 的前体，该化合物盐的形式比起硼酸本身更稳定，因此常用于特定醛的烷基化反应。

## 硼基锂
亲核性的硼基负离子化合物长久以来未受重视，从2006年以来研究发现了一种硼基锂化合物，可作为很强的亲核试剂：

这个发现非常重要，因为其他的第二周期元素组成的锂化合物较常见，如：氟化锂，氢氧化锂，氨基锂以及其他的有机锂化合物。碱和硼氢化合物 R2B反应不会导致去质子化形成硼基负离子R2B-，而是形成硼基负离子R2B-H(base)+，这是因为反应过程中不能形成完整的八隅体。

## 亚烷基硼
亚烷基硼具有RB=CRR的形态：一个硼原子与一个碳原子组成双键，是一种少见的化合物类型，如硼苯。其母体化合物为HB=CH2，可在低温下检测到。还有一种很稳定的衍生物为：CH3B=C(SiMe3)2，但非常容易发生环二聚反应。

## 二硼烯烃
带有硼-硼双键的化合物相当罕见，直到2007年第一个中性的二硼烯烃化合物（RHB=BHR）才被发现
这种化合物的每个硼原子都连接了一个质子，且每个硼原子都和氮杂环卡宾配位。